# Jacob Praetorius den yngre
Jacob Praetorius (også Jacobus; født 8. februar 1586 i Hamburg, død 21. eller 22. oktober 1651) i Hamborg, var en tysk organist og komponist.
Sin første undervisning fik Praetorius af faderen Hieronymus. Både faderen og farfaderen, Jacob Praetorius den ældre, var organister ved St. Jacobi-kirken i Hamborg.
18 år gammel blev Praetorius organist ved St. Petri-kirken i Hamborg, en stilling han beholdt til sin død. I 1606 studerede han hos Jan Pieterszoon Sweelinck i Amsterdam. Sweelinck skrev en motet i anledning Praetorius' bryllup i 1608. Jacob Praetorius havde tre døtre og tre sønner – af disse blev sønnen Hieronymus en kendt musiker.
Jacob Praetorius' kompositioner omfatter hovedsagelig motetter og orgelstykker. Han underviste i orgelspil og komposition, og blandt hans mest betydelige elever regnes Matthias Weckmann og Berendt Petri. Den berømte organist Heinrich Scheidemann var Praetorius' samtidige.